# Brouwerij Nacional Balashi
Brouwerij Nacional Balashi is een Arubaanse brouwerij te Balashi.

## Geschiedenis
De brouwerij werd opgericht door MetaCorp. Construction en in 1998 werd begonnen met de opbouw van de brouwerij. Vanaf mei 1999 werd het pilsbier Balashi gebrouwen, een bier ontwikkeld door brouwmeester Klaus Eckert. In september 1999 werd een overeenkomst met Grolsch NV afgesloten voor het onder licentie brouwen van Grolsch Lager Beer. De bieren worden gebrouwen met Schotse gerstemout en Duitse hop. Balashi was het eerste bier van Aruba en de bieren worden nu ook geëxporteerd naar Curaçao en Bonaire.
In 2002 werd er verder geïnvesteerd en begonnen met de productie en botteling van Coca-Cola en frisdranken (capaciteit van 120.000 hl/jaar).

## Bieren
- Balashi, lager, 5%
- Grolsch Lager Beer (onder licentie)[2]